# 2008-as Vuelta a Asturias
A 2008-as Vuelta a Asturias volt az 52. asztúriai kerékpárverseny. Május 3. és május 7. között került megrendezésre, össztávja 803,7 kilométer volt. Végső győztes a spanyol Ángel Vicioso lett, megelőzve honfitársát Xavier Tondo-t és a portugál Bruno Pirest. A verseny a 2008-as UCI Europe Tour állomása volt.

## Szakaszok
| Szakasz | Dátum    | Rajt              | Cél      | km    | Szakaszgyőztes    | Összetettben vezető |
| ------- | -------- | ----------------- | -------- | ----- | ----------------- | ------------------- |
| 1.      | Május 3. | Oviedo            | Gijón    | 158,2 | Ángel Vicioso     | Ángel Vicioso       |
| 2a      | Május 4. | Gijón             | Llanes   | 95,5  | Stefano Garzelli  | Stefano Garzelli    |
| 2b      | Május 4. | Nueva             | Llanes   | 17,2  | Samuel Sánchez    | Ángel Vicioso       |
| 3.      | Május 5. | Llanes            | Avilés   | 168,2 | Stefano Garzelli  | Ángel Vicioso       |
| 4.      | Május 6. | Pravia            | El Acebo | 180,2 | Tomasz Marczyński | Ángel Vicioso       |
| 5.      | Május 7. | Cangas del Narcea | Oviedo   | 184,4 | Pablo Urtasun     | Ángel Vicioso       |

## Végeredmény
|    | Versenyző           | Idő          |
| -- | ------------------- | ------------ |
| 1  | Ángel Vicioso       | 19 óra 52:27 |
| 2  | Xavier Tondo        | + 1:06       |
| 3  | Bruno Pires         | + 1:42       |
| 4  | Koldo Gil           | + 1:55       |
| 5  | Tomasz Marczyński   | + 2:16       |
| 6  | Gonzalo Rabuñal     | + 2:23       |
| 7  | Nikita Jeskow       | + 2:26       |
| 8  | Constantino Zaballa | + 3:05       |
| 9  | José Azevedo        | + 3:18       |
| 10 | Jaume Rovira        | + 4:10       |